# DEBF EDM 2013 SUMMER
『DEBF EDM 2013 SUMMER』（ディーイービーエフ イーディエム 2013 サマー）は、小室哲哉が2013年9月25日にiTunes Store限定で配信リリースしたリミックス・アルバムである。

## 解説
- 小室が2013年の夏に出演したライブやフェスで使用した音源をミキシング・マスタリングし、ノンストップで収録している。
- 機材については、同年から導入したソフトウェア・シンセサイザー（Nexus2やSylenth1、SynthMaster2など）や、Studiologicのシンセサイザー「Sledge」等が多用されている。
- 前作『DEBF3』に引き続きiTunes総合チャートで1位を獲得した。

## 収録曲
1. Love again（2013 SUMMER） -  globe
2. WATCH the MUSIC（2013 SUMMER） - TETSUYA KOMURO
  - 原曲のトラックを基調としており、Over Dub的なリミックスになっている。
3. EZ DO DANCE（2013 SUMMER） - TRF
4. BOY MEETS GIRL（2013 SUMMER） - TRF
5. survival dAnce 〜no no cry more〜（2013 SUMMER） - TRF
6. WOW WAR TONIGHT 〜時には起こせよムーヴメント（2013 SUMMER） - H Jungle with t
  - サマーソニックで披露された際は浜田雅功のボーカルが使用されていたが、本作では使用されていない。
7. MISSION PART1（2013 SUMMER） - TETSUYA KOMURO
  - 同年の7月にさいたまスーパーアリーナで行われたTM NETWORKのコンサート『TM NETWORK FINAL MISSION -START investigation-』のオープニングで使用された楽曲である。
8. You’re my sunshine（2013 SUMMER） - 安室奈美恵
9. Self Control（2013 SUMMER） - TM NETWORK
10. OVER THE RAINBOW（2013 SUMMER） - globe
11. Get Wild（2013 SUMMER） - TM NETWORK
  - 『TM NETWORK FINAL MISSION -START investigation-』で歌唱されたヴォーカルを素材として利用、サマーソニックで披露された。
  - ダブステップ用の音色が多用されており、自身のラジオでも「ダブステップバージョンと言ってもいい」と語っている。
  - 随所に原曲のトラックがサンプリングされている。